# Громада (Білгорайський повіт)
Громада (пол. Gromada) — село в Польщі, у гміні Білгорай Білгорайського повіту Люблінського воєводства. Населення — 952 особи (2011).

## Історія
За даними етнографічної експедиції 1869—1870 років під керівництвом Павла Чубинського, у селі переважно проживали римо-католики, меншою мірою — греко-католики, які розмовляли українською мовою.

## Демографія
Демографічна структура станом на 31 березня 2011 року:
|          | Загалом | Допрацездатний вік | Працездатний вік | Постпрацездатний вік |
| -------- | ------- | ------------------ | ---------------- | -------------------- |
| Чоловіки | 475     | 122                | 314              | 39                   |
| Жінки    | 477     | 111                | 269              | 97                   |
| Разом    | 952     | 233                | 583              | 136                  |